# فهد بن محمد السعدون
فهد بن محمد بن ثامر بن سعدون الكبير (توفي سنة 1265هـ/1849م) شيخ عشيرة آل سعدون من عرب العراق وأمير مشيخة عشائر المنتفق، حكم القبيلة بعد وفاة أميرها السابق بندر بن محمد السعدون في سنة 1263هـ/1847م. نال المشيخة بعد استحصال الموافقات من والي بغداد، ولكن أيامه لم تطل كثيرًا ولم تحفل بشيء استثنائي، سوى ما ذكره لوريمر من أنه يعامل ضباط عبدي باشا باستخفاف واحتقار. وقد توفي في ضواحي مدينة الزبير في شهر ذي الحجة 1265هـ/ 1849م. وقد وصفت قوته بأن حلفه يحوي 50,000 مقاتل.
وبانتهاء حكم الأمير فهد يكون حكم ابناء محمد بن ثامر للمنتفق قد انتهى وهم (عجيل وعيسى وبندر وفهد). وقد ترك الشيخ فهد بعد موته أوضاع المنتفق قلقة وغير مستقرة، حيث حصل تنافر في داخلية المنتفق وتشاحن ونزاع على المشيخة ادى إلى شقاق بين آل السعدون: آل محمد وآل علي وآل راشد، وجرت بينهم نزاعات تفوق فيها آل محمد وترأس منهم على المنتفق الشيخ فارس ين عجيل بن محمد.